# Уокер, Никола
Нико́ла Уо́кер (род. 15 мая 1970 года, Степни, Лондон) — английская актриса театра и телевидения, обладательница Премии Лоренса Оливье.

## Карьера
Никола Уокер начала посещать актёрский класс в 12 лет, чтобы научиться разговаривать с мальчиками. Позже, учась в Кембридже, в женском колледже Нью-Холл, Уокер была членом любительского театрального клуба Footlights. После окончания Кембриджа ей предложили место в Королевской академии драматического искусства. Тогда же она начала играть первые роли в театре, в том числе на Эдинбургском фестивале.
Свои первые роли на телеэкране, появившись в качестве актрисы второго плана и приглашённой актрисы в нескольких популярных сериалах. В 1997 году она сыграла главную роль детектива Сьюзан Тэйлор в сериале телеканала ITV «Прикасаясь ко злу». Сериал был продлён на второй и третий сезоны. В 1999 году она начала съемки в постапокалиптическом сериале «Последний поезд».
В 2003 году создатели сериала «Призраки» начала искать актрису на замену Дженни Эгаттер, которая покидала сериал после первого сезона. Героиня Руфь Эвершед была написана специально для Николы Уокер. В пятом сезоне она покинула съемки в связи с беременностью. Она вернулась в 2009 году и оставалась в основном составе сериала до его окончания в 2011 году.
С 2012 года Уокер снимается в драме телеканала BBC «Последнее танго в Халифаксе» вместе с Дереком Джекоби и Сарой Ланкашир. Сериал выиграл телевизионную премию BAFTA, а Уокер проиграла свою номинацию коллеге по сериалу Саре Ланкашир.
В 2013 году Уокер выиграла премию Лоренса Оливье за исполнение роли Джуди, матери Кристофера Буна, в пьесе «Загадочное ночное убийство собаки». В 2014 году она играла роль Беатрисы в пьесе Артура Миллера «Вид с моста» в театре Янг-Вик.
В 2015 году актриса появилась в сериале «Ривер», исполнив роль Джеки «Стиви» Стивенсон, коллеги детектива-инспектора Ривера (Стеллан Скасгаард).
Также с этого года она играла с первого по четвёртый сезоны главную роль в драматическом детективном сериале «Незабытые» телеканала ITV.